# Westend, Frankfurt am Main

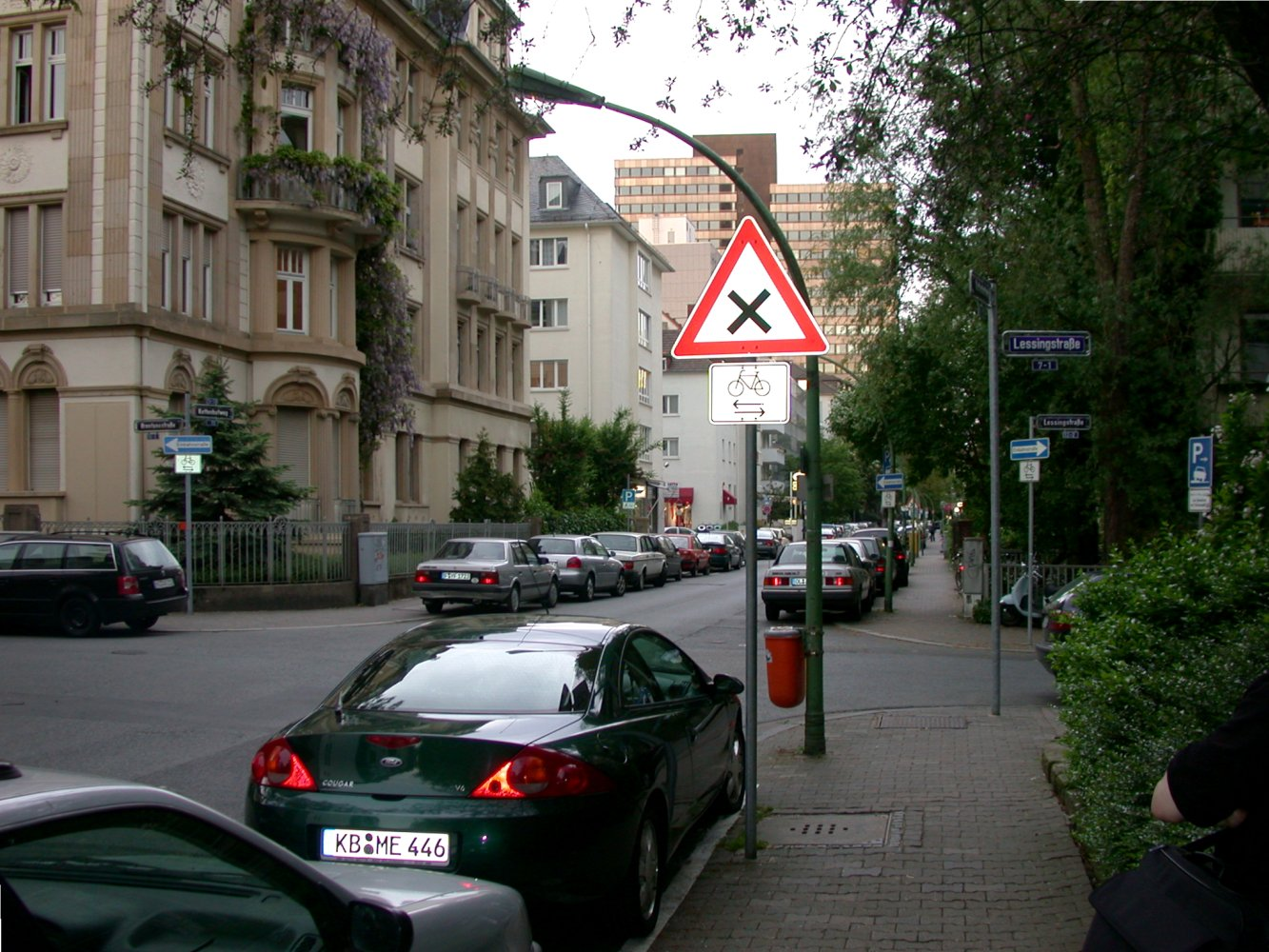
En mindre gata i Westend

Westend är en stadsdel i Frankfurt am Main, Tyskland.
Stadsdelen uppkom efter att delar av ringmuren revs. Mellan 1829 och 1833 byggdes Rothschildpalais som senare förstördes under krigshandlingar. En tätare bebyggelse etablerades under 1850-talet.